# Sant Ilari e Lac-roi
Saint-Hilaire-la-Croix és un municipi francès situat al departament del Puèi Domat i a la regió d'Alvèrnia-Roine-Alps. L'any 2007 tenia 291 habitants.

## Demografia

### Població
El 2007 la població de fet de Saint-Hilaire-la-Croix era de 291 persones. Hi havia 118 famílies de les quals 32 eren unipersonals (24 homes vivint sols i 8 dones vivint soles), 41 parelles sense fills, 41 parelles amb fills i 4 famílies monoparentals amb fills.
La població ha evolucionat segons el següent gràfic:
Habitants censats

### Habitatges
El 2007 hi havia 196 habitatges, 124 eren l'habitatge principal de la família, 45 eren segones residències i 26 estaven desocupats. 190 eren cases i 6 eren apartaments. Dels 124 habitatges principals, 102 estaven ocupats pels seus propietaris, 16 estaven llogats i ocupats pels llogaters i 6 estaven cedits a títol gratuït; 1 tenia una cambra, 2 en tenien dues, 15 en tenien tres, 38 en tenien quatre i 68 en tenien cinc o més. 89 habitatges disposaven pel capbaix d'una plaça de pàrquing. A 57 habitatges hi havia un automòbil i a 58 n'hi havia dos o més.

### Piràmide de població
La piràmide de població per edats i sexe el 2009 era:
| Homes | Edats   | Dones |
| ----- | ------- | ----- |
| 0     | 95 o +  | 8     |
| 0     | 90 a 94 | 0     |
| 8     | 85 a 89 | 4     |
| 0     | 80 a 84 | 0     |
| 4     | 75 a 79 | 8     |
| 8     | 70 a 74 | 0     |
| 0     | 65 a 69 | 4     |
| 16    | 60 a 64 | 0     |
| 8     | 55 a 59 | 8     |
| 8     | 50 a 54 | 4     |
| 20    | 45 a 49 | 20    |
| 12    | 40 a 44 | 12    |
| 0     | 35 a 39 | 8     |
| 4     | 30 a 34 | 0     |
| 8     | 25 a 29 | 12    |
| 0     | 20 a 24 | 8     |
| 8     | 15 a 19 | 16    |
| 4     | 10 a 14 | 4     |
| 8     | 5 a 9   | 0     |
| 4     | 0 a 4   | 4     |

## Economia
El 2007 la població en edat de treballar era de 183 persones, 143 eren actives i 40 eren inactives. De les 143 persones actives 133 estaven ocupades (76 homes i 57 dones) i 10 estaven aturades (3 homes i 7 dones). De les 40 persones inactives 10 estaven jubilades, 13 estaven estudiant i 17 estaven classificades com a «altres inactius».

### Ingressos
El 2009 a Saint-Hilaire-la-Croix hi havia 135 unitats fiscals que integraven 315,5 persones, la mediana anual d'ingressos fiscals per persona era de 17.914 €.

### Activitats econòmiques
Dels 12 establiments que hi havia el 2007, 1 era d'una empresa extractiva, 1 d'una empresa de fabricació d'altres productes industrials, 2 d'empreses de construcció, 3 d'empreses de comerç i reparació d'automòbils, 1 d'una empresa d'hostatgeria i restauració, 2 d'empreses financeres, 1 d'una empresa de serveis i 1 d'una empresa classificada com a «altres activitats de serveis».
Dels 4 establiments de servei als particulars que hi havia el 2009, 1 era un guixaire pintor, 1 lampisteria, 1 perruqueria i 1 restaurant.
L'any 2000 a Saint-Hilaire-la-Croix hi havia 15 explotacions agrícoles que ocupaven un total de 657 hectàrees.

## Poblacions més properes
El següent diagrama mostra les poblacions més properes.